# Jaap Stockmann
Jaap Stockmann, född den 24 januari 1984 i Bunnik, Nederländerna, är en nederländsk landhockeyspelare.
Han tog OS-silver i herrarnas landhockeyturnering i samband med de olympiska landhockeytävlingarna 2012 i London.
Vid de olympiska landhockeytävlingarna 2016 i Rio de Janeiro kom Stockmann på en fjärde plats efter förlust mot Tyskland i bronsmatchen.